# Antonio Pellegrini (partigiano)
Antonio Pellegrini, soprannominato "Carlo" (Treviso, 30 luglio 1922 – Portogruaro, 18 dicembre 1944), è stato un partigiano italiano, medaglia d'oro al valor militare alla memoria.

## Biografia
L'8 settembre 1943 era militare nell'XI Battaglione Guastatori dell'Esercito. Si diede subito alla macchia e dal marzo del 1944 fece parte di una formazione partigiana operante nella zona di San Donà di Piave nella quale, per l'ardimento dimostrato in vari scontri con i nazifascisti, divenne presto caposquadra e poi ispettore. Catturato dopo uno scontro, Antonio Pellegrini riuscì ad evadere ed a tornare alla sua formazione.
In seguito a delazione, fu arrestato una seconda volta e incarcerato a Portogruaro, dove subì bastonature e sevizie senza che mai una sua parola tradisse l'organizzazione della Resistenza. Dopo tre giorni di prigione trovò di nuovo il modo di fuggire, ma fu tradito dal generoso tentativo di portare con sé altri compagni di prigionia. Ripreso, Antonio Pellegrini fu nuovamente seviziato e, quindi, condannato a morte. Al momento dell'impiccagione ebbe la forza d'animo di schernire i suoi carnefici e, postosi da solo il cappio al collo, di lanciarsi nel vuoto. Dopo la sua morte, la formazione partigiana di cui aveva fatto parte divenne la "Brigata Pellegrini".